# Massimo Carrera
Massimo Carrera (Pozzuolo Martesana, 22 aprile 1964) è un allenatore di calcio ed ex calciatore italiano, di ruolo difensore.
È salito alla ribalta da calciatore con la maglia del Bari, con cui ha vinto una Coppa Mitropa (1990). In seguito ha vissuto i suoi anni più gloriosi alla Juventus, con cui ha conquistato in Italia un campionato di Serie A (1994-95), una Coppa Italia (1994-95) e una Supercoppa italiana (1995), e in campo internazionale una Coppa UEFA (1992-93) e una UEFA Champions League (1995-96). Ha infine legato la seconda parte della carriera agonistica ai colori dell'Atalanta, divenendone bandiera a cavallo degli anni 1990 e 2000, e raggiungendo una promozione in Serie A (1999-00).
Da allenatore ha vinto un campionato di Prem'er-Liga (2016-17) e una Supercoppa russa (2017) sulla panchina dello Spartak Mosca, e, in qualità di collaboratore tecnico della Juventus, ha vinto la Supercoppa italiana (2012) sostituendo lo squalificato Antonio Conte in panchina.

## Carriera

### Giocatore

#### Club

##### Gli inizi, Bari

Carrera (in piedi, terzo da sinistra) al Bari nell'annata 1989-1990

Cresciuto nella Pro Sesto, dopo alcuni anni di esperienza nelle serie minori esordisce in Serie B nel 1985 con la maglia del Pescara, allenato da Catuzzi, dove gioca in squadra con Luigi De Rosa e Gian Piero Gasperini. Successivamente si afferma nel Bari, dove resta cinque stagioni.

##### Juventus
Nell'estate del 1991 viene ingaggiato dalla Juventus. Nella squadra bianconera guidata da Giovanni Trapattoni viene schierato prettamente come terzino destro, ruolo che aveva già ricoperto anche a Bari, ma dimostra una grande versatilità. La sua prima stagione a Torino culmina con la convocazione nella nazionale di Arrigo Sacchi. Al termine dell'annata seguente solleva il primo trofeo internazionale, la Coppa UEFA.
Nell'estate del 1994, con l'arrivo sulla panchina bianconera di Marcello Lippi, viene schierato come libero al posto dell'incerto Fusi; diventa uno degli inamovibili della squadra che, al termine della stagione, conquista la doppietta nazionale Scudetto-Coppa Italia.

Carrera alla Juventus nella stagione 1991-1992

Nella stagione successiva, l'ultima trascorsa a Torino, perde il posto da titolare, subentrando spesso dalla panchina. Lascia la squadra dopo aver totalizzato 166 presenze e una rete in maglia juventina, vincendo Scudetto, Coppa Italia e Coppa UEFA, a cui si aggiungono la Supercoppa di Lega e la Champions League dell'ultima stagione.

##### Atalanta, ultimi anni
Nell'estate del 1996 viene ceduto all'Atalanta. Diventa subito capitano e leader della squadra nerazzurra, la cui maglia veste per otto stagioni sommando 207 gare e 3 reti. A Bergamo diviene una bandiera proprio per la grinta che mette in ogni partita, nonostante l'età ormai avanzata.
Nel settembre 2003 passa a parametro zero al Napoli, rimanendo con i campani per un'annata. Nell'estate 2004 si accorda con il Treviso, militando anche coi veneti per una sola stagione. Nell'ottobre 2005, quarantunenne, approda alla Pro Vercelli con cui lascia il calcio giocato, all'età di quarantaquattro anni, al termine del campionato di Serie C2 2007-2008.

#### Nazionale
Le prestazioni al primo anno nella Juventus gli valgono la convocazione in nazionale, con la quale scende in campo un'unica volta il 19 febbraio 1992 a Cesena in un'amichevole contro San Marino.

### Allenatore

#### Juventus
Il 18 giugno 2009, Carrera diventa nuovo coordinatore tecnico del settore giovanile della Juventus, ruolo che mantiene fino all'estate del 2011 quando, con l'arrivo di Antonio Conte come allenatore, diventa coordinatore tecnico della prima squadra.
Sostituisce Conte nella direzione tecnica degli incontri della squadra durante la fase iniziale della stagione 2012-2013, a causa delle squalifiche inflitte a quest'ultimo e al suo vice Angelo Alessio a seguito delle sentenze sullo scandalo calcioscommesse. Esordisce sulla panchina della prima squadra il 4 agosto 2012 nell'amichevole di Salerno col Malaga, mentre Conte e Alessio sono in attesa di giudizio; in seguito alle sentenze di squalifica dei due, è confermato allenatore ad interim della prima squadra a partire dal primo incontro ufficiale della stagione, la finale di Supercoppa italiana disputata l'11 agosto 2012 a Pechino contro il Napoli: la squadra bianconera s'impone 4-2 ai tempi supplementari e Carrera conquista il suo primo trofeo da tecnico. Il 25 agosto successivo colleziona la prima panchina in Serie A, mentre il 17 settembre 2012, dopo che la squalifica di Conte è estesa anche alle competizioni internazionali, esordisce da allenatore in Champions League. Colleziona la sua ultima panchina bianconera il successivo 7 ottobre contro il Siena, lasciando il posto ad Alessio dopo 7 vittorie e 3 pareggi, chiudendo da imbattuto.

#### Nazionale italiana
A causa delle dimissioni di Conte dalla Juventus, il 16 luglio 2014 lascia il club bianconero insieme al resto dello staff del tecnico salentino, e il successivo 19 agosto, con la firma di Conte come commissario tecnico della nazionale italiana, Carrera entra a far parte dello staff azzurro in qualità di assistente.
Frattanto, nella stagione 2014-2015 frequenta a Coverciano il corso di abilitazione per il master di allenatori professionisti Prima Categoria-UEFA Pro. Resta nello staff della nazionale fino alla fine dell'era Conte, al termine del campionato d'Europa 2016.

#### Spartak Mosca
Nell'estate 2016 Carrera non segue Conte al Chelsea, e il 13 luglio entra nello staff dello Spartak Mosca in qualità di allenatore in seconda. L'8 agosto 2016, dopo la prima giornata di campionato, prende inizialmente ad interim la guida tecnica del club a seguito delle dimissioni di Dmitrij Aleničev, venendo poi definitivamente confermato sulla panchina dei russi il 18 dello stesso mese. Sovvertendo i pronostici di inizio stagione, il 7 maggio 2017 vince la Prem'er-Liga alla guida degli spartachi, riportandoli al titolo nazionale dopo 16 anni.
Nella stagione seguente vince la Supercoppa russa contro la Lokomotiv Mosca, battuta 2-1 ai tempi supplementari. Non riesce, però, a confermarsi in campionato, chiudendo al terzo posto della classifica, stesso piazzamento ottenuto nel girone di Champions League. Ripescato in Europa League, lo Spartak è eliminato ai sedicesimi di finale dall'Athletic Bilbao, mentre nella Coppa di Russia raggiunge le semifinali, dov'è estromesso dal Tosno. Il 22 ottobre 2018, all'indomani della sconfitta interna in campionato (2-3) contro l'Arsenal Tula, Carrera è esonerato, pagando un negativo avvio di stagione.

#### AEK Atene
L'8 dicembre 2019 viene nominato allenatore dell'AEK Atene, subentrando a Marinos Ouzounidīs, dal quale eredita una squadra in terza posizione nel campionato greco. Conclude la stagione confermando la posizione in classifica, che vale la partecipazione ai preliminari di Europa League e guida gli ateniesi fino alla finale di coppa nazionale, persa contro l'Olympiacos. All'inizio della stagione seguente, dopo aver portato la squadra alla fase a gironi di Europa League, il 22 dicembre 2020 viene sollevato dall'incarico a causa degli scarsi risultati ottenuti in campionato.

#### Bari e Ascoli
Il 9 febbraio 2021 torna in Italia, ingaggiato dal Bari, squadra militante in Serie C di cui aveva già vestito la maglia da calciatore tra il 1986 e il 1991, subentrando a Gaetano Auteri. Esordisce sulla panchina biancorossa il 17 febbraio seguente, vincendo in casa contro il Monopoli per 1-0. Dopo un buon inizio con dieci punti in quattro giornate, la squadra accusa un calo di rendimento che la fa scivolare al quarto posto in classifica. A causa di questi risultati, la società decide di esonerarlo il 19 aprile seguente, con un bilancio di 5 vittorie, 3 pareggi e 4 sconfitte.
Dopo quasi tre anni d'inattività, il 12 marzo 2024 viene nominato allenatore dell'Ascoli, in quel momento terz'ultimo in Serie B, dove sostituisce l'esonerato Fabrizio Castori. Esordisce sulla panchina bianconera il 17 marzo seguente nella vittoria per 4-1 contro il Lecco. Pur risollevando parzialmente le prestazioni della squadra picena, a fine stagione retrocede da terzultima, a pari punti con il Bari che accede però ai play-out grazie alla migliore classifica avulsa. Nonostante il declassamento, viene confermato alla guida del club marchigiano anche per la stagione successiva in Serie C, dove rimane fino al 27 settembre 2024, quando, a fronte di un avvio insoddisfacente in campionato, viene esonerato.

## Controversie
La notte di capodanno del 2011 rimane coinvolto in un tamponamento a catena sull'autostrada A4, tra Dalmine e Bergamo, nel quale perdono la vita due ragazze. Tra i conducenti indagati per omicidio colposo, nel maggio 2013 viene condannato in primo grado, con rito abbreviato, a due anni e sei mesi di reclusione.

## Statistiche

### Presenze e reti nei club
| Stagione            | Squadra             | Campionato          | Campionato | Campionato | Coppe nazionali | Coppe nazionali | Coppe nazionali | Coppe europee | Coppe europee | Coppe europee | Altre coppe | Altre coppe | Altre coppe | Totale | Totale |
| Stagione            | Squadra             | Comp                | Pres       | Reti       | Comp            | Pres            | Reti            | Comp          | Pres          | Reti          | Comp        | Pres        | Reti        | Pres   | Reti   |
| ------------------- | ------------------- | ------------------- | ---------- | ---------- | --------------- | --------------- | --------------- | ------------- | ------------- | ------------- | ----------- | ----------- | ----------- | ------ | ------ |
| 1982-1983           | Pro Sesto           | D                   | 30         | 4          | CI-D            | ?               | ?               | -             | -             | -             | -           | -           | -           | 30+    | 4+     |
| 1983-1984           | Russi               | D                   | 28         | 5          | CI-D            | ?               | ?               | -             | -             | -             | -           | -           | -           | 28+    | 5+     |
| 1984-1985           | Alessandria         | C2                  | 31+1       | 0          | CI-C            | 4               | 0               | -             | -             | -             | -           | -           | -           | 36     | 0      |
| 1985-1986           | Pescara             | B                   | 19         | 1          | CI              | 4               | 0               | -             | -             | -             | -           | -           | -           | 23     | 1      |
| 1986-1987           | Bari                | B                   | 26         | 0          | CI              | 3               | 0               | -             | -             | -             | -           | -           | -           | 29     | 0      |
| 1987-1988           | Bari                | B                   | 33         | 1          | CI              | 5               | 0               | -             | -             | -             | -           | -           | -           | 38     | 1      |
| 1988-1989           | Bari                | B                   | 37         | 1          | CI              | 8               | 0               | -             | -             | -             | -           | -           | -           | 45     | 1      |
| 1989-1990           | Bari                | A                   | 30         | 2          | CI              | 2               | 0               | -             | -             | -             | -           | -           | -           | 32     | 2      |
| 1990-1991           | Bari                | A                   | 30         | 0          | CI              | 6               | 0               | -             | -             | -             | -           | -           | -           | 36     | 0      |
| Totale Bari         | Totale Bari         | Totale Bari         | 156        | 4          |                 | 24              | 0               |               | -             | -             |             | -           | -           | 180    | 4      |
| 1991-1992           | Juventus            | A                   | 31         | 1          | CI              | 10              | 0               | -             | -             | -             | -           | -           | -           | 41     | 1      |
| 1992-1993           | Juventus            | A                   | 29         | 0          | CI              | 7               | 0               | CU            | 11            | 0             | -           | -           | -           | 47     | 0      |
| 1993-1994           | Juventus            | A                   | 15         | 0          | CI              | 0               | 0               | CU            | 2             | 0             | -           | -           | -           | 17     | 0      |
| 1994-1995           | Juventus            | A                   | 19         | 0          | CI              | 5               | 0               | CU            | 7             | 0             | -           | -           | -           | 31     | 0      |
| 1995-1996           | Juventus            | A                   | 20         | 0          | CI              | 2               | 0               | UCL           | 7             | 0             | SI          | 1           | 0           | 30     | 0      |
| Totale Juventus     | Totale Juventus     | Totale Juventus     | 114        | 1          |                 | 24              | 0               |               | 27            | 0             |             | 1           | 0           | 166    | 1      |
| 1996-1997           | Atalanta            | A                   | 29         | 0          | CI              | 1               | 0               | -             | -             | -             | -           | -           | -           | 30     | 0      |
| 1997-1998           | Atalanta            | A                   | 28         | 1          | CI              | 6               | 0               | -             | -             | -             | -           | -           | -           | 34     | 1      |
| 1998-1999           | Atalanta            | B                   | 37         | 1          | CI              | 6               | 1               | -             | -             | -             | -           | -           | -           | 43     | 2      |
| 1999-2000           | Atalanta            | B                   | 35         | 1          | CI              | 8               | 0               | -             | -             | -             | -           | -           | -           | 43     | 1      |
| 2000-2001           | Atalanta            | A                   | 32         | 0          | CI              | 8               | 0               | -             | -             | -             | -           | -           | -           | 40     | 0      |
| 2001-2002           | Atalanta            | A                   | 32         | 0          | CI              | 3               | 0               | -             | -             | -             | -           | -           | -           | 35     | 0      |
| 2002-2003           | Atalanta            | A                   | 14+2       | 0          | CI              | 1               | 0               | -             | -             | -             | -           | -           | -           | 17     | 0      |
| Totale Atalanta     | Totale Atalanta     | Totale Atalanta     | 207+2      | 3          |                 | 33              | 1               |               | -             | -             |             | -           | -           | 242    | 4      |
| 2003-2004           | Napoli              | B                   | 26         | 0          | CI              | 0               | 0               | -             | -             | -             | -           | -           | -           | 26     | 0      |
| 2004-2005           | Treviso             | B                   | 12         | 0          | CI              | 3               | 0               | -             | -             | -             | -           | -           | -           | 15     | 0      |
| lug.-nov. 2005      | Treviso             | A                   | 0          | 0          | CI              | 0               | 0               | -             | -             | -             | -           | -           | -           | 0      | 0      |
| Totale Treviso      | Totale Treviso      | Totale Treviso      | 12         | 0          |                 | 3               | 0               |               | -             | -             |             | -           | -           | 15     | 0      |
| nov. 2005-2006      | Pro Vercelli        | C2                  | 16         | 1          | CI-C            | ?               | ?               | -             | -             | -             | -           | -           | -           | 16+    | 1+     |
| 2006-2007           | Pro Vercelli        | C2                  | 23         | 0          | CI-C            | ?               | ?               | -             | -             | -             | -           | -           | -           | 23+    | 0+     |
| 2007-2008           | Pro Vercelli        | C2                  | 24         | 0          | CI-C            | ?               | ?               | -             | -             | -             | -           | -           | -           | 24+    | 0+     |
| Totale Pro Vercelli | Totale Pro Vercelli | Totale Pro Vercelli | 63         | 1          |                 | ?               | ?               |               | -             | -             |             | -           | -           | 63+    | 1+     |
| Totale carriera     | Totale carriera     | Totale carriera     | 689        | 19         |                 | 92+             | 1+              |               | 27            | 0             |             | 1           | 0           | 809+   | 20+    |

### Cronologia presenze e reti in nazionale
| Cronologia completa delle presenze e delle reti in nazionale ― Italia | Cronologia completa delle presenze e delle reti in nazionale ― Italia | Cronologia completa delle presenze e delle reti in nazionale ― Italia | Cronologia completa delle presenze e delle reti in nazionale ― Italia | Cronologia completa delle presenze e delle reti in nazionale ― Italia | Cronologia completa delle presenze e delle reti in nazionale ― Italia | Cronologia completa delle presenze e delle reti in nazionale ― Italia | Cronologia completa delle presenze e delle reti in nazionale ― Italia |
| Data                                                                  | Città                                                                 | In casa                                                               | Risultato                                                             | Ospiti                                                                | Competizione                                                          | Reti                                                                  | Note                                                                  |
| --------------------------------------------------------------------- | --------------------------------------------------------------------- | --------------------------------------------------------------------- | --------------------------------------------------------------------- | --------------------------------------------------------------------- | --------------------------------------------------------------------- | --------------------------------------------------------------------- | --------------------------------------------------------------------- |
| 19-2-1992                                                             | Cesena                                                                | Italia                                                                | 4 – 0                                                                 | San Marino                                                            | Amichevole                                                            | -                                                                     | 46’                                                                   |
| Totale                                                                |                                                                       | Presenze                                                              | 1                                                                     |                                                                       | Reti                                                                  | 0                                                                     |                                                                       |

### Statistiche da allenatore
Successivamente alla squalifica di Antonio Conte per lo scandalo italiano del calcioscommesse del 2011, sedettero sulla panchina della Juventus Massimo Carrera prima e Angelo Alessio poi. Per completezza di informazione vengono riportati di seguito i dati relativi al periodo con Carrera sulla panchina bianconera; si noti però che l'allenatore rimase ufficialmente Conte. Carrera restò imbattuto durante la sua permanenza sulla panchina juventina.
Statistiche aggiornate al 27 settembre 2024. In grassetto le competizioni vinte.
| Stagione             | Squadra              | Campionato           | Campionato | Campionato | Campionato | Campionato | Coppe nazionali | Coppe nazionali | Coppe nazionali | Coppe nazionali | Coppe nazionali | Coppe continentali | Coppe continentali | Coppe continentali | Coppe continentali | Coppe continentali | Altre coppe | Altre coppe | Altre coppe | Altre coppe | Altre coppe | Totale | Totale | Totale | Totale | % Vittorie | Piazzamento       |
| Stagione             | Squadra              | Comp                 | G          | V          | N          | P          | Comp            | G               | V               | N               | P               | Comp               | G                  | V                  | N                  | P                  | Comp        | G           | V           | N           | P           | G      | V      | N      | P      | %          | Piazzamento       |
| -------------------- | -------------------- | -------------------- | ---------- | ---------- | ---------- | ---------- | --------------- | --------------- | --------------- | --------------- | --------------- | ------------------ | ------------------ | ------------------ | ------------------ | ------------------ | ----------- | ----------- | ----------- | ----------- | ----------- | ------ | ------ | ------ | ------ | ---------- | ----------------- |
| ago.-ott. 2012       | Juventus             | A                    | 7          | 6          | 1          | 0          | CI              | -               | -               | -               | -               | UCL                | 2                  | 0                  | 2                  | 0                  | SI          | 1           | 1           | 0           | 0           | 10     | 7      | 3      | 0      | 70,00      | Ad interim        |
| 2016-2017            | Spartak Mosca        | PL                   | 29         | 21         | 3          | 5          | KR              | 1               | 0               | 0               | 1               | UEL                | -                  | -                  | -                  | -                  | -           | -           | -           | -           | -           | 30     | 21     | 3      | 6      | 70,00      | Sub., 1º          |
| 2017-2018            | Spartak Mosca        | PL                   | 30         | 16         | 8          | 6          | KR              | 4               | 3               | 1               | 0               | UCL+UEL            | 6+2                | 1+1                | 3+0                | 2+1                | SR          | 1           | 1           | 0           | 0           | 43     | 22     | 12     | 9      | 51,16      | 3º                |
| mag.-ott. 2018       | Spartak Mosca        | PL                   | 11         | 5          | 3          | 3          | KR              | 1               | 1               | 0               | 0               | UCL+UEL            | 2+2                | 0+0                | 1+1                | 1+1                | -           | -           | -           | -           | -           | 16     | 6      | 5      | 5      | 37,50      | Eson.             |
| Totale Spartak Mosca | Totale Spartak Mosca | Totale Spartak Mosca | 70         | 42         | 14         | 14         |                 | 6               | 4               | 1               | 1               |                    | 12                 | 2                  | 5                  | 5                  |             | 1           | 1           | 0           | 0           | 89     | 49     | 20     | 20     | 55,06      |                   |
| dic. 2019-2020       | AEK Atene            | SL                   | 13+10      | 9+5        | 3+3        | 1+2        | KE              | 7               | 3               | 3               | 1               | UEL                | -                  | -                  | -                  | -                  | -           | -           | -           | -           | -           | 30     | 17     | 9      | 4      | 56,67      | Sub., 3º          |
| ago.-dic. 2020       | AEK Atene            | SL                   | 12         | 7          | 3          | 2          | KE              | 0               | 0               | 0               | 0               | UEL                | 8                  | 3                  | 0                  | 5                  | -           | -           | -           | -           | -           | 20     | 10     | 3      | 7      | 50,00      | Eson.             |
| Totale AEK           | Totale AEK           | Totale AEK           | 35         | 21         | 9          | 5          |                 | 7               | 3               | 3               | 1               |                    | 8                  | 3                  | 0                  | 5                  |             | -           | -           | -           | -           | 50     | 27     | 12     | 11     | 54,00      |                   |
| feb.-apr. 2021       | Bari                 | C                    | 12         | 5          | 3          | 4          | CI              | -               | -               | -               | -               | -                  | -                  | -                  | -                  | -                  | -           | -           | -           | -           | -           | 12     | 5      | 3      | 4      | 41,67      | Sub., Eson.       |
| mar.-giu. 2024       | Ascoli               | B                    | 9          | 3          | 4          | 2          | CI              | -               | -               | -               | -               | -                  | -                  | -                  | -                  | -                  | -           | -           | -           | -           | -           | 9      | 3      | 4      | 2      | 33,33      | Sub., 18º (retr.) |
| lug.-set. 2024       | Ascoli               | C                    | 6          | 2          | 2          | 2          | CI-C            | 2               | 1               | 0               | 1               | -                  | -                  | -                  | -                  | -                  | -           | -           | -           | -           | -           | 8      | 3      | 2      | 3      | 37,50      | Eson.             |
| Totale Ascoli        | Totale Ascoli        | Totale Ascoli        | 15         | 5          | 6          | 4          |                 | 2               | 1               | 0               | 1               |                    | -                  | -                  | -                  | -                  |             | -           | -           | -           | -           | 17     | 6      | 6      | 5      | 35,29      |                   |
| Totale carriera      | Totale carriera      | Totale carriera      | 139        | 79         | 33         | 27         |                 | 15              | 8               | 4               | 3               |                    | 22                 | 5                  | 7                  | 10                 |             | 2           | 2           | 0           | 0           | 178    | 94     | 44     | 40     | 52,81      |                   |

## Palmarès

### Giocatore

#### Club

##### Competizioni nazionali

Del Piero e Carrera festeggiano la vittoria della Juventus nella Serie A 1994-1995.

- Campionato italiano di Serie B: 1

Bari: 1988-1989
- Campionato italiano: 1

Juventus: 1994-1995
- Coppa Italia: 1

Juventus: 1994-1995
- Supercoppa italiana: 1

Juventus: 1995

##### Competizioni internazionali

Torricelli, Deschamps, Ravanelli, Sousa, Rampulla, Pessotto e Carrera festaggiano il trionfo juventino nella Champions League 1995-1996.

- Coppa Mitropa: 1

Bari: 1990
- Coppa UEFA: 1

Juventus: 1992-1993
- UEFA Champions League: 1

Juventus: 1995-1996

### Allenatore

#### Club
- Supercoppa italiana: 1 [26]

Juventus: 2012
- Campionato russo: 1

Spartak Mosca: 2016-2017
- Supercoppa di Russia: 1

Spartak Mosca: 2017

#### Individuale
- Allenatore dell'anno in Prem'er-Liga: 1

2016-2017
- Panchina d'oro speciale: 1

2016-2017